# Volker Wieker

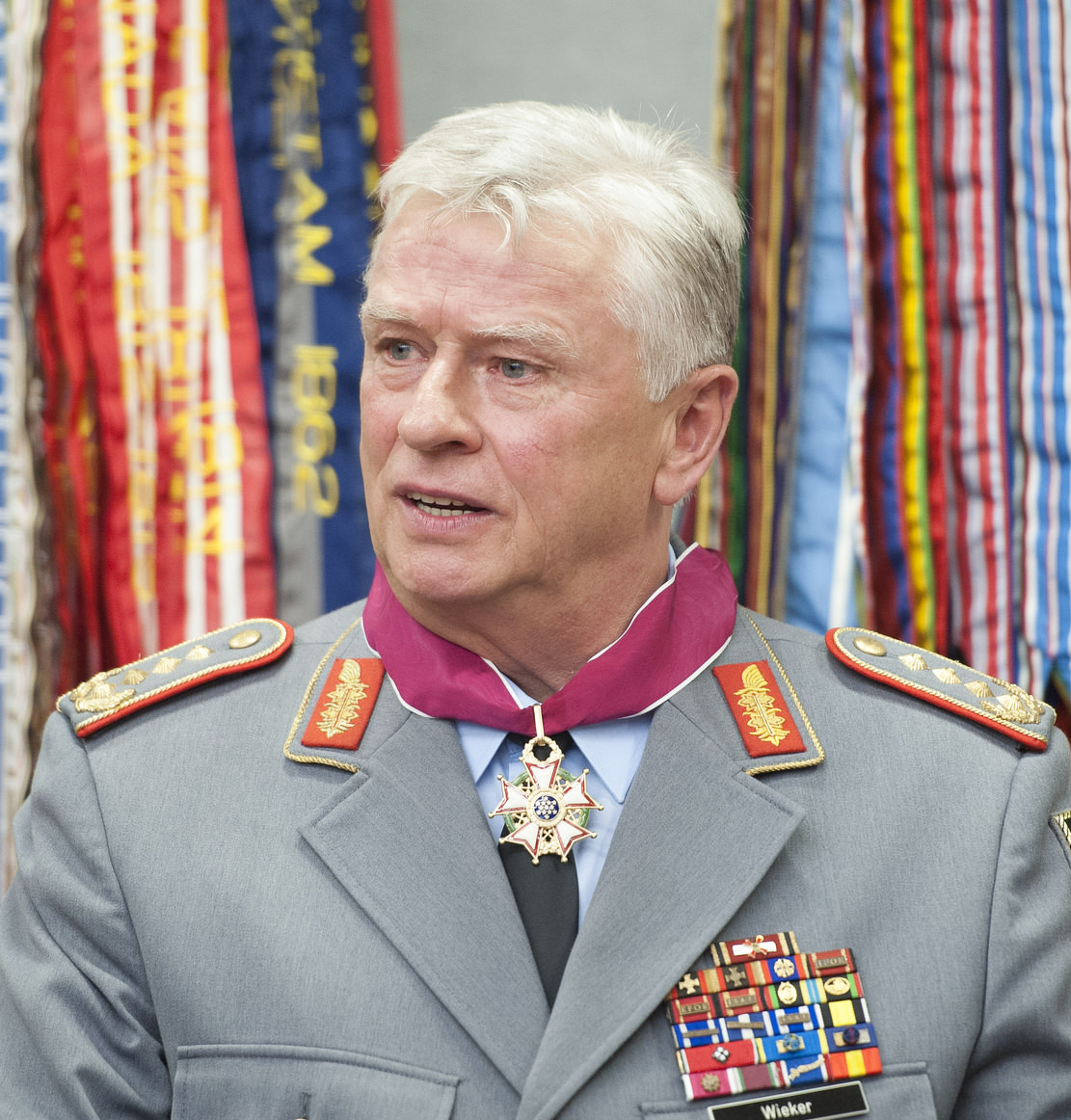
General Volker Wieker (2015)

Volker Wieker (* 1. März 1954 in Delmenhorst) ist ein ehemaliger deutscher Offizier im Dienstgrad eines Generals. Er war von 2010 bis 2018 der 15. Generalinspekteur der Bundeswehr und damit der am längsten amtierende in der Geschichte der Bundeswehr.

## Werdegang
Wieker trat im Juli 1974 beim Panzerartilleriebataillon 315 in Wildeshausen in die Bundeswehr ein. Im Rahmen der Offizierausbildung in der Artillerietruppe und eines Studiums des Vermessungswesens an der Universität der Bundeswehr München durchlief er mehrere Führungspositionen bei der Artillerie, darunter als Zugführer und Batteriechef beim Panzerartilleriebataillon 315 in Wildeshausen.

### Stabsoffizier
Beförderungen
- 1977 Leutnant
- 1979 Oberleutnant
- 1984 Hauptmann
- 1990 Major
- 1993 Oberstleutnant
- 1997 Oberst
- 2002 Brigadegeneral
- 2004 Generalmajor
- 2008 Generalleutnant
- 19. Januar 2010 General

Vom Oktober 1987 bis zum September 1989 absolvierte er den 30. Generalstabslehrgang an der Führungsakademie der Bundeswehr in Hamburg, wo er zum Offizier im Generalstabsdienst ausgebildet wurde. Von 1989 bis 1991 war er Referent in der Personalabteilung des Bundesministeriums der Verteidigung (BMVg) in Bonn. 1991/92 absolvierte Wieker den Generalstabslehrgang der United States Army am Command and General Staff College in Fort Leavenworth, Kansas. Zurück in Deutschland, wurde er 1992/93 als Stabsoffizier für Operationen und Ausbildung G3 in der Panzerbrigade 21 in Augustdorf eingesetzt.
Ab 1993 befehligte Wieker das Panzerartilleriebataillon 215, das ebenfalls in Augustdorf stationiert war. Er war 1996/97 Referent der Leitung des BMVg und absolvierte in dieser Verwendung einen Auslandseinsatz in Bosnien und Herzegowina; bei der IFOR wurde er als Stabsoffizier für Ausbildung und Operationen sowie als Chef der Operationsabteilung eingesetzt.
Von 1997 bis 1999 war Wieker Adjutant der Verteidigungsminister Volker Rühe (CDU) und Rudolf Scharping (SPD). Danach übernahm er die Leitung der ministeriellen Arbeitsgruppe „Weiterentwicklung Heer“ im Führungsstab des Heeres.
Im September 1999 übernahm er das Kommando über die Panzergrenadierbrigade 40 in Schwerin. Als letzter Kommandeur führte er sie bis zu ihrer Auflösung zum 30. September 2002. In dieser Verwendung kommandierte er von Mai bis Dezember 2001 das 3. deutsche KFOR-Kontingent. Zugleich war er Kommandeur der Multinationalen Brigade Süd.

### General
Unter den Generalmajoren Werner Widder und Jürgen Ruwe wurde er 2002 Chef des Stabes im Heeresamt. Am 3. März 2004 kam Wieker als Chef des Stabes zum Führungsstab des Heeres. Als neuer Inspekteur des Heeres war Hans-Otto Budde wiederum Wiekers Vorgesetzter. Wieker wurde am  27. September 2007 von Werner Freers abgelöst und als stellvertretender Kommandierender General nach Münster versetzt. Am 2. Juli 2008 wurde er Kommandierender General des 1. Deutsch-Niederländischen Korps. Am 9. Oktober 2009 übernahm er zudem den Posten des Chefs des Stabes der ISAF in Afghanistan unter dem Kommando von Stanley A. McChrystal.
Am 18. Dezember 2009 gab Karl-Theodor zu Guttenberg bekannt, dass Wieker Wolfgang Schneiderhan als Generalinspekteur der Bundeswehr folgen werde, am 21. Januar 2010 übernahm er offiziell sein Amt. Bereits in seinem ersten Jahr als Generalinspekteur kritisierte er scharf das Beschaffungswesen der Bundeswehr. Nach seiner Einschätzung würden Milliardensummen für minderwertige Rüstungsgüter ausgegeben, die keine sachgerechte Ausrüstung der deutschen Streitkräfte gewährleisteten. Er forderte angesichts dessen Neuverhandlungen mit der Wirtschaft über Rüstungsprojekte.
In einem Interview mit der Wochenzeitung Der Spiegel räumte er am 9. Juni 2013 eine Mitschuld am Scheitern des Drohnenprojektes Euro Hawk ein. Im März 2015 verlängerte Verteidigungsministerin Ursula von der Leyen die Amtszeit von Wieker, über das Erreichen der Altersgrenze im März 2016 hinaus, um ein Jahr auf März 2017. Im November 2016 gab das BMVg eine weitere Verlängerung der Amtszeit bis Anfang 2018 bekannt.
Wieker wurde am 18. April 2018 mit dem Großen Zapfenstreich durch Bundesverteidigungsministerin Ursula von der Leyen in den Ruhestand verabschiedet. Als Nachfolger im Amt des Generalinspekteurs wurde Generalleutnant Eberhard Zorn benannt.
Wieker ist als „Senior Military Advisor“ bei der Münchner Sicherheitskonferenz tätig.

## Auszeichnungen
- Einsatzmedaille der Bundeswehr IFOR (1996)
- NATO-Medaille (1996)
- Ehrenkreuz der Bundeswehr in Gold (1999)
- Einsatzmedaille der Bundeswehr KFOR (2001)
- NATO-Medaille „Kosovo“ für KFOR (2001)
- Bulgarischer Verdienstorden (2001)
- Einsatzmedaille Bundeswehr ISAF (2010)
- NATO-Medaille ISAF (2010)
- Offizier der Legion of Merit (2010)
- Ehrenzeichen für Verdienste der Niederlande in Gold (2011)
- Kommandeur mit Stern des Norwegischen Verdienstordens (2012)
- Großkreuz des schwedischen königlichen Nordsternordens (2013)
- Großes Verdienstkreuz des Verdienstordens der Bundesrepublik Deutschland (2013)[8]
- Kommandeur mit Stern des Ungarischen Verdienstordens (2015)
- Großes Silbernes Ehrenzeichen mit dem Stern für Verdienste um die Republik Österreich (2015)
- Kommandeur der Legion of Merit (2015) (Auf dem Bild oben am Hals getragen.)
- Kommandeur der französischen Ehrenlegion (2016)[9]
- Großoffizier von Oranien-Nassau (2017)
- Verdienstmedaille der italienischen Streitkräfte (Joint Commendation Medal) (2017)
- Großoffizier des Verdienstordens der Italienischen Republik (2017)
- Kommandeur des Ordens für Verdienste um Litauen (2018)[10]

## Privates
Wieker und seine Frau Sabine haben zwei Kinder.